# Szabó Sipos Tamás
Szabó Sipos Tamás (Újvidék, 1937. július 22. – Budapest, 1985. október 6.) magyar rajzfilmrendező, grafikus, díszlettervező. Fia, Szabó Sipos Barnabás színész, szinkronszínész, és Szabó Sipos Máté, karmester.

## Életpályája
Kezdetben a MÁV műszaki tisztje volt, majd volt geodéta, technikus és művezető is. 1955–1956 között a Budapesti Műszaki és Gazdaságtudományi Egyetem Általános Mérnöki Karán tanult. 1956–1960 között ugyanitt az Építészmérnöki Kar hallgatója volt, de tanulmányait nem fejezte be. 1960–1962 között a Népművelési Intézet előadójaként dolgozott. 1962-től haláláig a Pannónia Filmstúdió rendezője volt.

## Filmjei
- A dal öröme (1963)
- Gusztáv + 1 fő (1964)
- Homo Faber (1965)
- Versenyfutás az atom körül (1968)
- Magyarázom a mechanizmust (1968) – tévésorozat
- Magyarázom a jövőnket (1970) – tévésorozat
- Magyarázom magunkat (1972) – tévésorozat
- Magyarázom magyarázatainkat (1973) – tévésorozat
- Ifjúsági törvény (1974) – tévésorozat
- Főnökök és beosztottak I.-III. (1976-1977)
- SI (Système International) I.-VI. (1982)